# カイル・ウォーカー＝ピータース
カイル・レオナーダス・ウォーカー＝ピータース（Kyle Leonardus Walker-Peters、1997年4月13日 - ）は、イングランド・ロンドンインフィールド区出身のプロサッカー選手。ウェストハム・ユナイテッドFC所属。イングランド代表。ポジションは、ディフェンダー。

## 経歴

### クラブ
2013年7月にトッテナム・ホットスパーFCと契約を結んだ。2017年8月のプレミアリーグ・ニューカッスル・ユナイテッドFC戦でトップチームデビュー。2018年のFAカップ再試合で試合終盤に途中出場。92分にトッテナムでの初ゴールを決めた。
2019-20シーズンはキーラン・トリッピアーの退団とセルジュ・オーリエの構想外に伴い、右サイドバックの1番手に浮上するも、リーグ開幕後間もなく負傷した。
2020年1月29日、サウサンプトンFCにシーズン終了までのレンタル移籍が発表された。
2020年8月11日、サウサンプトンFCに完全移籍した。2022年1月22日、マンチェスター・シティFC戦でプレミアリーグ初ゴールを決めた。
2025年7月20日、自由移籍でウェストハム・ユナイテッドFCに加入し、3年契約を結んだ。

### 代表
各年代でイングランド代表に選出されており、2017 FIFA U-20ワールドカップなどに参加した。

## タイトル
U-20 イングランド代表
- FIFA U-20ワールドカップ: 2017